# Culture populaire sud-coréenne
 (mai 2024).
Si vous disposez d'ouvrages ou d'articles de référence ou si vous connaissez des sites web de qualité traitant du thème abordé ici, merci de compléter l'article en donnant les références utiles à sa vérifiabilité et en les liant à la section « Notes et références ».
La culture populaire sud-coréenne est une forme de pop culture originaire de Corée du Sud. Elle intègre notamment des productions audiovisuelle (les K-drama), de la musique (le trot, la K-pop), de la littérature (le manhwa), mais aussi une culture particulière du jeu vidéo notamment dans le domaine de l'esport.

## Hallyu
Celle-ci s'est déployée à travers le hallyu (한류, 韓流) ou « vague coréenne ».
À partir des années 1990, le hallyu est devenu connu en Chine, déjà attachée aux séries TV coréennes, elle était à cette époque le plus grand marché pour l’exportation de la culture populaire coréenne. Elle est aussi appréciée au Japon.
Le succès de la culture Pop coréenne en Corée et en Asie repose sur sa double capacité à intégrer des influences étrangères et des éléments spécifiquement coréens et plus généralement asiatiques. Elle est également marquée, mais se différencie de l'influence de la culture américaine, de la culture chinoise et de la culture japonaise, en raison de l'impérialisme présent ou passé de ces pays en Corée.

## Composantes
Les deux composantes les plus importantes de la vague coréenne sont les séries télévisées (comme Sonate d'hiver (Gyeoul yeonga), qui a obtenu un succès foudroyant au Japon, et Goong) et les artistes musicaux (dont le plus célèbre est sans doute Rain (hangul : 비, bi), élu récemment parmi les 50 personnalités les plus influentes en 2006 par le magazine américain Times). Le cinéma sud-coréen connaît aussi, dans une moindre mesure, un certain succès a l'étranger. Les bandes dessinées coréennes (manhwa) ont un public essentiellement domestique, mais sont également exportées dans de nombreux pays et traduits dans de nombreuses langues.

## Caractéristique
La culture Pop de la Corée du Sud montre la tension entre les valeurs coréennes traditionnelles, imprégnées par l'ordre confucéen, une forte identité nationale ainsi que le respect de la communauté, et l'aspiration à un plus grand individualisme, dans un pays ayant accédé il y a moins de vingt ans à la société de consommation.